# 安曇川
安曇川（あどがわ）は、京都府および滋賀県を流れる淀川水系の一級河川である。一部区間は天井川となっている。

## 地理
延長は57.9 km（キロメートル）、流域面積は418.9 ㎢（平方キロメートル）。琵琶湖へ流下する河川の中で流入量は全体の27.9 %と最も多く、多雪地帯と豊富な森林が起因している。京都市左京区北東部、丹波高地の百井峠（国道477号が通る）近くに発し、東流して滋賀県大津市に入る。V字状の峡谷（花折断層）を北北東に流下し、大津市梅ノ木町付近で針畑川と合流して高島市に至る。高島市朽木市場で北川と合流し、再び峡谷（近江耶馬渓）を経て南東に流下し、沖積三角州を経て船木で琵琶湖に流入する。京都市に源流を持つ淀川水系の川で唯一琵琶湖に注ぐ川である。
南船木と北船木の間に安曇川右岸放水路が設けられ、現在はこの放水路が本流となっているほか、安曇川を遡上するアユやハスを収穫するヤナはこの流路中に設けられている。一方で、安曇川左岸放水路は北船木の北側を流下して1.7 km流下したのち琵琶湖に流下する。

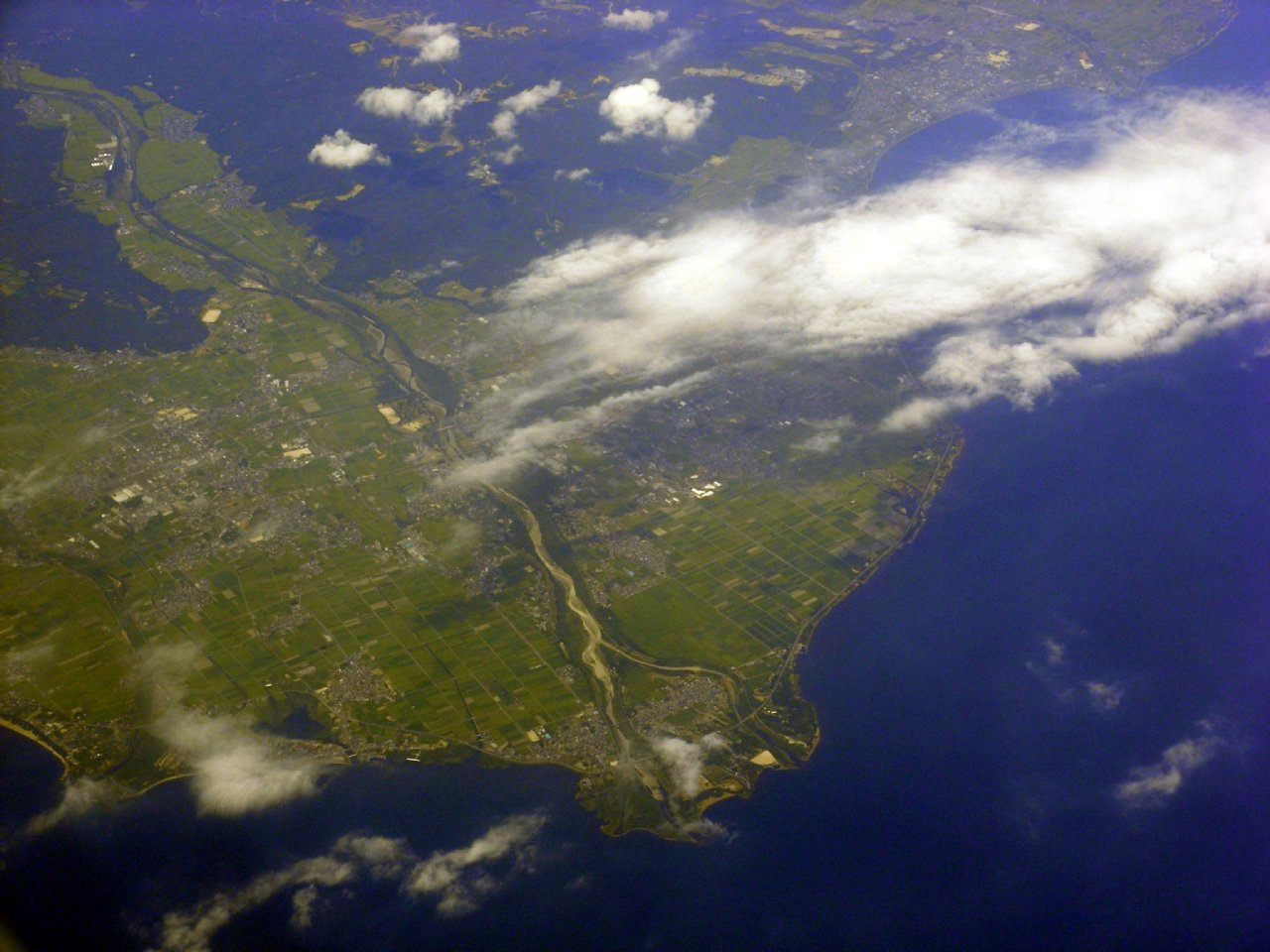
安曇川三角州
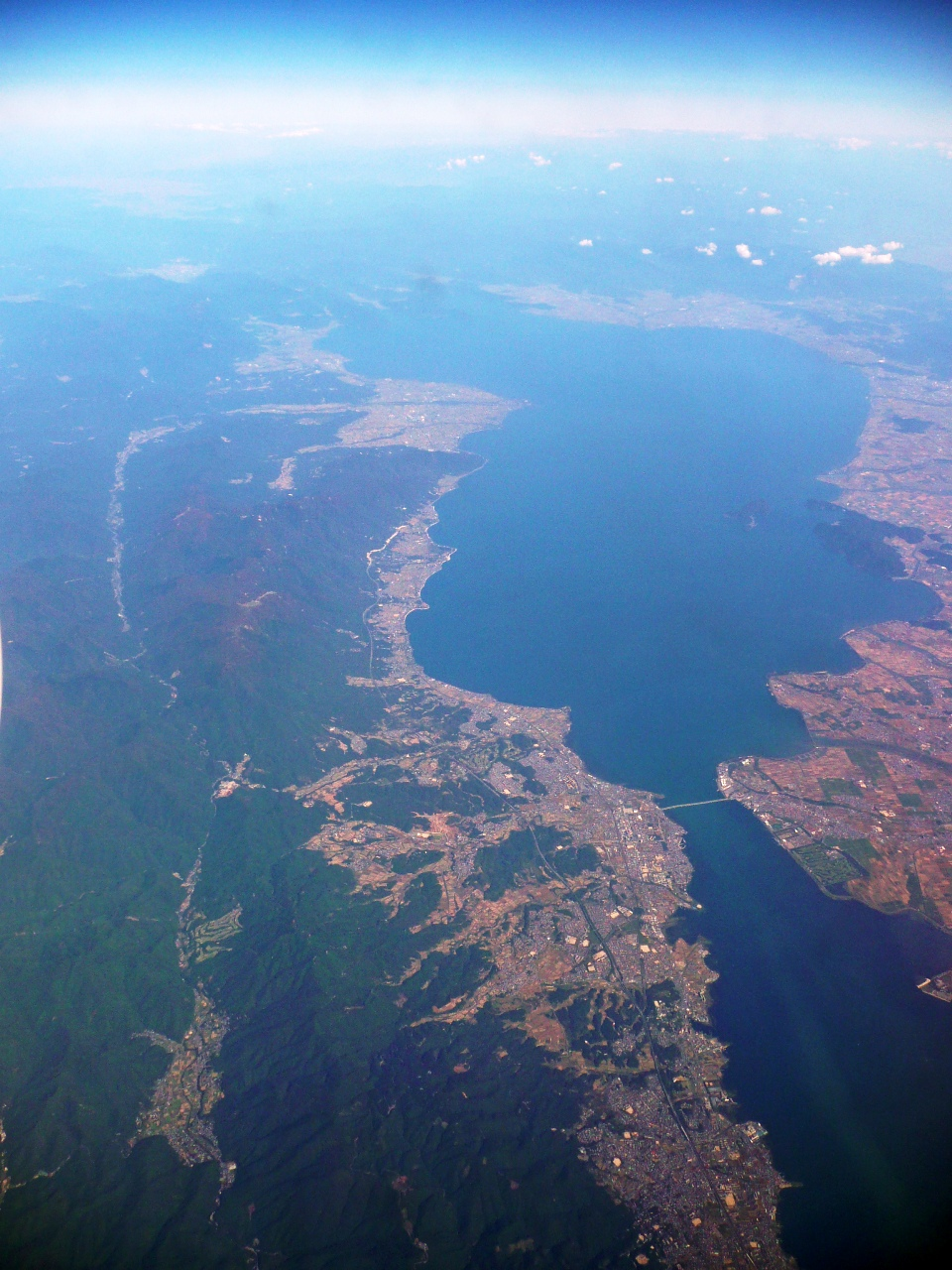
画像左・比良山地に沿うように西側を北流し比良山地北端で直角に東折し琵琶湖に注ぐ。

## 流域の社会

### 歴史
「安曇川」の名称は三世紀以前に近江に定着した阿曇氏に由来するといわれている。「ヅミ」は「ド」の音韻変化によって、水が湧く所を指す「イズミ（泉）」と「イド（井戸）」と同様に「アヅミ」から「アド」となったと考えられる。
縄文時代には既に沿岸に人の活動があったとされ、大津市葛川坂下町で石器に加工される前のチャートが見つかっているほか、高島市朽木村井の池の沢遺跡から縄文末期の磨製石斧と石鏃が発掘されている。
2013年時点では弥生時代の史料は未発見ではあるが、高島市朽木村井や同市朽木岩瀬から古墳時代の須恵器の破片が残っていたり、また古墳とみられる塚状の地形があったという伝承があったりで八世紀以前に人の定住があったとされる。
「正倉院文書」によれば、奈良時代には造東大寺寺司に属する石山院の下で高島に製材所があったと記されている。また、筏の流し運賃の報告書である「杉榑漕運功銭米注文」には高島の山中から材木を流してから小川津（朽木か安曇川のどちらか分からない）で筏に組んで琵琶湖に流下させて奈良まで送った記録が残っている。

### 筏流し
安曇川流域は奈良時代から木材の産地が点在し、伐採した木材を筏に組んで流す「筏流し」が盛んに行われていた。沿岸には筏乗りの守り神であるシコブチ神を祀る神社15社、神社跡2ヶ所、講2つがある。また、河童伝説も残る。葛川谷や朽木谷から伐採された木材が安曇川を下り、沿岸の南船木で木材が集積された。筏流しは昭和に入ると衰退し、1948年（昭和23年）には姿を消す（1941年〈昭和16年〉に消滅したという記述もある）。江戸時代の船木には、大津代官所の支配下で税の徴収を行う船木番所が置かれ、多くの材木商人が集まっていた。現在でも多くの製材所が残る。

### 扇骨
ま安曇川の氾濫を防ぐために植えられた真竹によって扇骨（高島扇骨）が作られ、日本国内の扇骨の9割のシェアに上る。ただし、竹林の減少に伴い、材料そのものは九州方面のものを取り入れるようになった。